# Eilema umbrosa
Eilema umbrosa là một loài bướm đêm thuộc phân họ Arctiinae, họ Erebidae.